# Henricus Engelbert Reyntjens

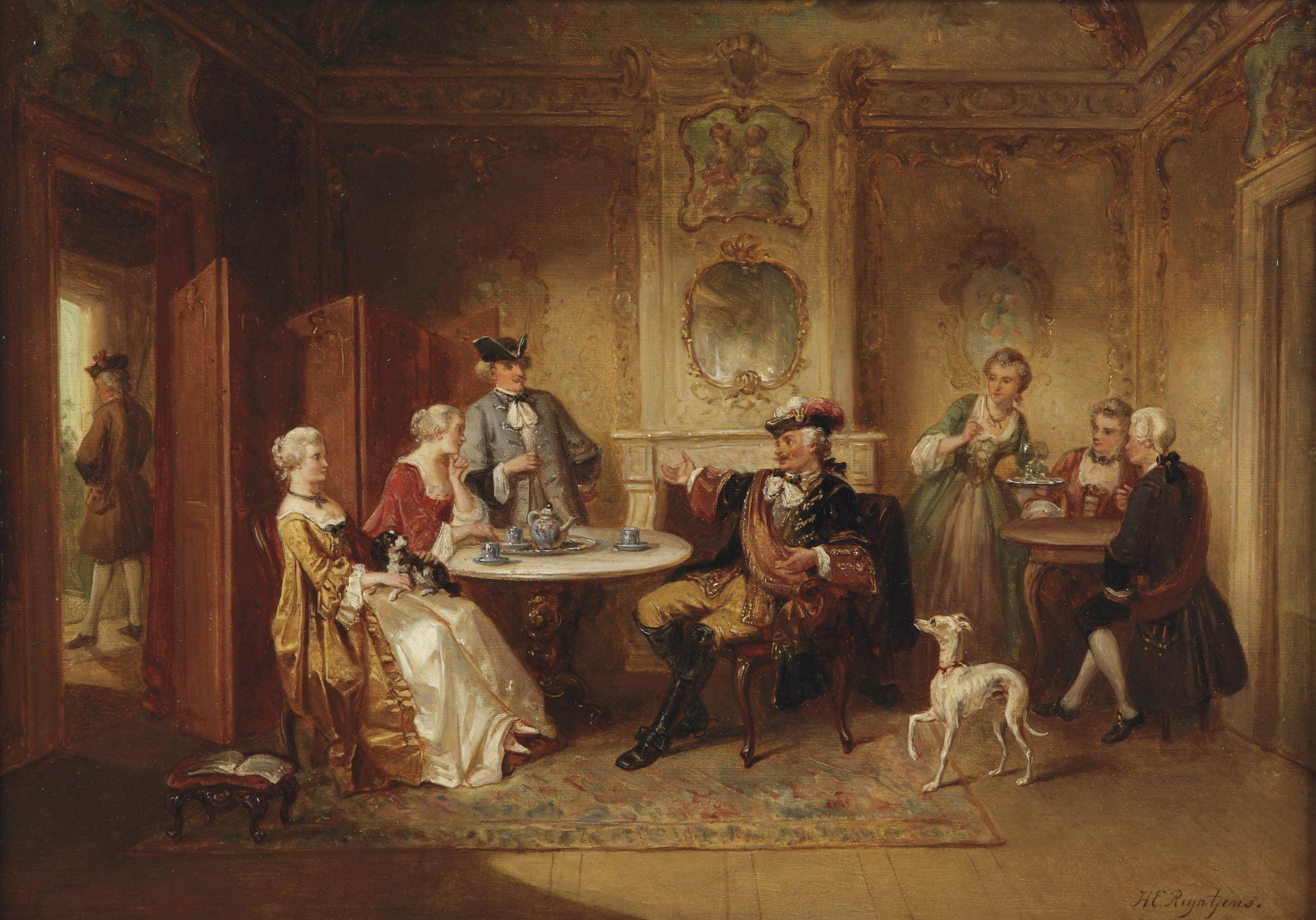
Erzählung lustiger Geschichten

Henricus Engelbert Reyntjens (* 4. Juni 1817 in Amsterdam; † 1. Mai 1900 ebenda) war ein niederländischer Genremaler.
Reyntjens war Schüler von Jan Adam Kruseman (1804–1862).
Nach dem Studium war er als freischaffender Genremaler tätig. Er malte meist Salonszenen aus dem 18. Jahrhundert. Den Zeitraum von 1844 bis 1845 verbrachte er in Göttingen.
1855 wurde er zum Mitglied der Koninklijke Akademie van Beeldende Kunsten in Amsterdam gewählt.